# Elatostema septemflorum
Elatostema septemflorum är en nässelväxtart som beskrevs av Wen Tsai Wang. Elatostema septemflorum ingår i släktet Elatostema och familjen nässelväxter. Inga underarter finns listade i Catalogue of Life.